# Leucania lanceata
Leucania lanceata là một loài bướm đêm trong họ Noctuidae.